# غزوه طائف

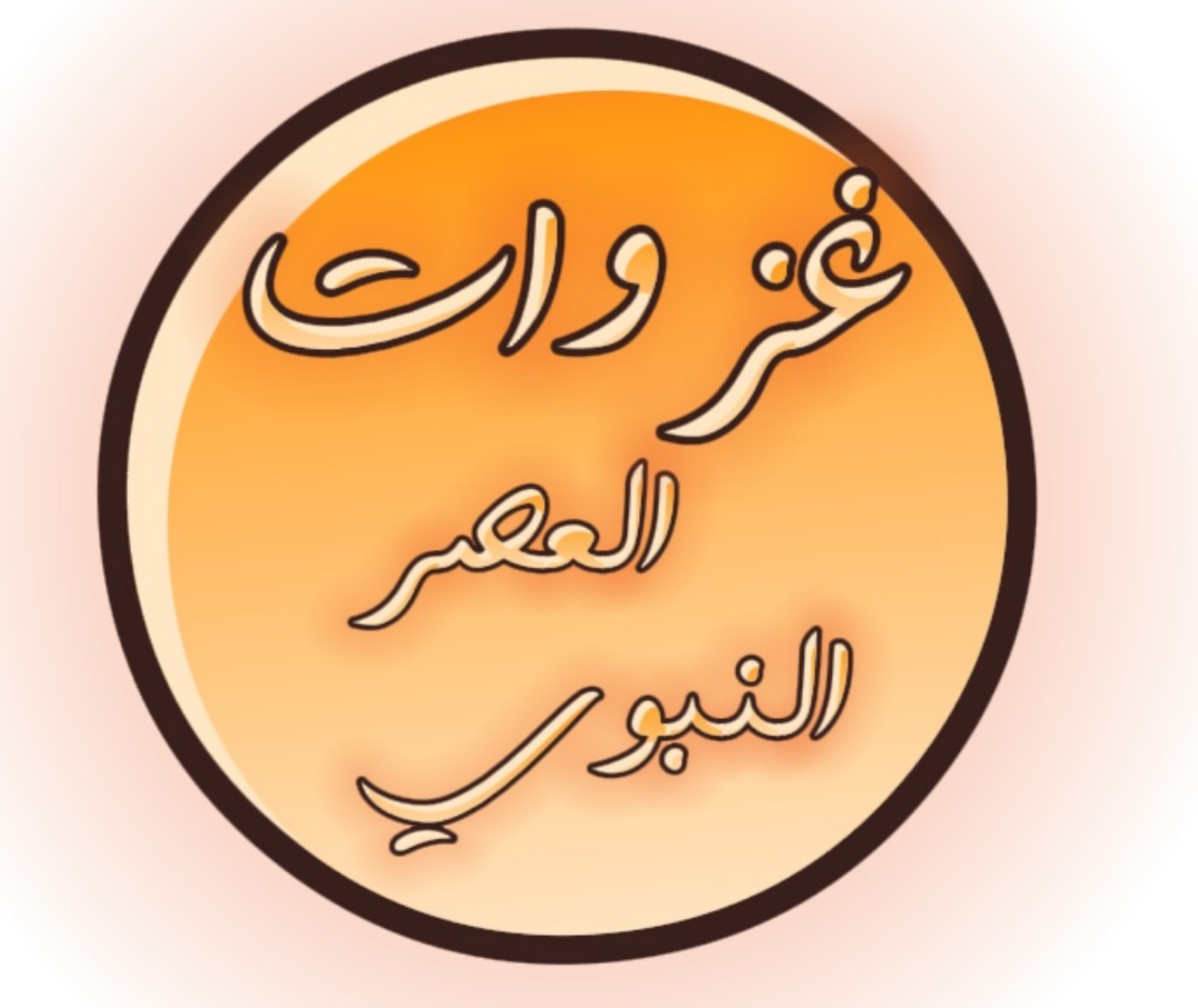
فتوحات حضرت محمد

غزوه طائف به جنگ میان مسلمانان با قبیله طائف در ماه شوال سال هشتم قمری گفته می‌شود که مسلمانان پس از شکست دادن هوازن به فرمان پیامبر اسلام به مسلمانان، در تعقیب آن‌ها برای تصرف شهر طائف عمل کردند. و مسلمانان تا قلعه شهر پیش رفتند. مردمان شهر طائف که از قبایل ثقیف بودند، افرادی ثروتمند، جنگجو و دارای قلعه‌های مستحکم بودند که با مقاومت مردمان طائف و بی اثر بودن محاصره جنگ به پایان رسید و مسلمان به مکه بازگشتند.

## تعقیب و محاصره طائف
مسلمانان پس از تعقیب هوازن‌ها به پشت قلعه‌های شهر طائف رسیده و اقدام به محاصره آن کردند و برای سرعت بخشیدن به محاصره از منجنیق هم استفاده کردند که قلعه داران ثقیف با انداختن گداخته و مفتول‌های آتشین موجب عقب‌نشینی منجنیق‌ها شدند و با این حال محاصره به بیست روز هم نکشید که پیامبر مسلمانان اعلام کرد هر کس از مردمان شهر خارج شود در امان است. اما در مجموع بیش از بیست نفر تسلیم نشدند.

### اولین قصاص در اسلام
اولين بار حكم قصاص در طائف به اجرا درآمد. مردى ازبنى ليث، شخصى از هُذَيل را به عمد كشته بود و رسول خدا صلى الله عليه و آله و سلم حكم قصاص را اجرا كرد. اگر اين سخن «فكان اوّل دم اقيد به فى الاسلام» درست باشد، معلوم مى‌شود كه پيش آن حكم قصاص در مدينه اجرا نمى‌ شده است.

## بازگشت به مکه
پس از گذشت پانزده روز، از اوضاع چنين بر مى‌آمد كه ماندن سپاه در اينجا، سود چندانى ندارد، زيرا به هرروى، آنچنان كه نوفل بن معاويه خدمت رسول خدا گفت: ثقيف چون روباهى در لانه‌اند كه اگر رسول خدا بماند به هر روى او را مى‌گيرد و اگر رهايش كند، زيانى براى او ندارد. ثقفيان نمى‌‌توانستند در حجاز كه همه جاى آن تحت‌ سلطه اسلام در آمده بود، به عنوان يک نيروى نظامى حضور داشته و به مكه يا مدينه لشكركشى كنند. آنان بايد دير يا زود خود را تسليم شرايط جديد اسلام مى‌‌كردند. بنابراین پیامبر اسلام با توجه به وجود آذوقه فراوان و مقاومت اهالی ثقیف و بی‌نتیجه بودن محاصره، دستور به بازگشت به مکه را داد.